# Hrvatski pijor
Hrvatski pijor (latinski: Telestes croaticus) endemska je vrsta šaranke. Nastanjuje endoreičke rijeke dalmatinskog krša, Jadovu, Novčicu, Ričicu, Otoču i Gacko polje.